# Eupithecia hormiga
Eupithecia hormiga là một loài bướm đêm trong họ Geometridae.